# Chaetodus octocarinatus
Chaetodus octocarinatus är en skalbaggsart som beskrevs av Federico Ocampo 2006. Chaetodus octocarinatus ingår i släktet Chaetodus och familjen Hybosoridae. Inga underarter finns listade i Catalogue of Life.